# Anacanthobatis nanhaiensis
Anacanthobatis nanhaiensis är en rockeart som först beskrevs av Meng och Li 1981.  Anacanthobatis nanhaiensis ingår i släktet Anacanthobatis och familjen Anacanthobatidae. IUCN kategoriserar arten globalt som otillräckligt studerad. Inga underarter finns listade i Catalogue of Life.